# 宮坂真也
宮坂 真也（みやさか しんや、1940年3月30日 - ）は、日本の実業家。旭化成副社長執行役、日本環境安全事業（現・中間貯蔵・環境安全事業）初代代表取締役社長を務めた。

## 略歴
長野県岡谷市出身。長野県諏訪清陵高等学校を経て、1963年一橋大学法学部卒業、旭化成工業（現・旭化成）入社。1973年同社住宅事業部資材室長。1985年同社住宅事業部東京営業部長。1991年同社住宅事業部営業統括部長。1993年同社取締役住宅事業部門長補佐。1996同社財務部長。1998年同社常務取締役経営計画管理部長。2001年同社専務取締役機能樹脂・コンパウドカンパニー社長。2003年旭化成取締役専務執行役員。2004年同社取締役兼副社長執行役、日本環境安全事業（現・中間貯蔵・環境安全事業）初代代表取締役社長。